# Alcea chrysantha
Alcea chrysantha är en malvaväxtart som först beskrevs av Gunnar Samuelsson, och fick sitt nu gällande namn av Zoh.. Alcea chrysantha ingår i släktet stockrosor, och familjen malvaväxter. Inga underarter finns listade i Catalogue of Life.